# Całka Volkenborna
W analizie p-adycznej, całka Volkenborna jest narzędziem stosowanym do całkowania funkcji określonych na zbiorze liczb p-adycznych.

## Definicja
Niech {\displaystyle f\colon \mathbb {Z} _{p}\rightarrow \mathbb {C} _{p}} będzie lokalnie analityczną funkcją z {\displaystyle \mathbb {Z} _{p},} pierścienia całkowitych liczb p-adycznych, w {\displaystyle \mathbb {C} _{p},} uzupełnienie algebraicznego domknięcia {\displaystyle \mathbb {Q} _{p},} ciała ułamków tego pierścienia. Oznacza to, że dla każdego punktu {\displaystyle x\in \mathbb {Z} _{p}} istnieje otoczenie, w którym funkcja {\displaystyle f} rozwija się w zbieżny szereg potęgowy. Całka Volkenborna jest wtedy określona przez
{\displaystyle \int _{\mathbb {Z} _{p}}f(x)\,\mathrm {d} x=\lim _{n\to \infty }{\frac {1}{p^{n}}}\sum _{x=0}^{p^{n}-1}f(x).}

## Historia
Na przestrzeni ciągłych funkcji {\displaystyle \mathbb {Z} _{p}\to \mathbb {Z} _{p}} nie istnieje niezmiennicza na przesunięcia forma liniowa. Pomysł, by całkować funkcje p-adycznych mieli już F. Thomas oraz F. Bruhat. Definicja ich całki okazała się być jednak zbyt ograniczona dla celów analizy oraz teorii liczb.
Arnt Volkenborn rozwinął w swojej pracy dyplomowej na Uniwersytecie Kolońskim w 1971 roku uogólnioną całkę p-adyczną, która później została nazwana jego imieniem. Wszystkie lokalnie analityczne funkcje, włączając w to szeregi Laurenta, są całkowalne. Całka ta znalazła zastosowanie przy obliczaniu tak zwanych uogólnionych p-liczb Bernoulliego i innych p-adycznych funkcji.

## Własności
Z równości
{\displaystyle \int _{\mathbb {Z} _{p}}f(x+m)\,\mathrm {d} x=\int _{\mathbb {Z} _{p}}f(x)\,\mathrm {d} x+\sum _{x=0}^{m-1}f'(x)}
wynika, że całka nie jest niezmiennicza na przesunięcia.
Jeżeli {\displaystyle P^{t}=p^{t}\mathbb {Z} _{p},} to
{\displaystyle \int _{P^{t}}f(x)\,\mathrm {d} x={\frac {1}{p^{t}}}\int _{\mathbb {Z} _{p}}f(p^{t}x)\,\mathrm {d} x.}

## Przykłady
{\displaystyle \int _{\mathbb {Z} _{p}}x^{k}\,\mathrm {d} x=B_{k},} k-ta liczba Bernoulliego.
{\displaystyle \int _{\mathbb {Z} _{p}}{x \choose k}\,\mathrm {d} x={\frac {(-1)^{k}}{k+1}}}
{\displaystyle \int _{\mathbb {Z} _{p}}(1+a)^{x}\,\mathrm {d} x={\frac {\log(1+a)}{a}}}
{\displaystyle \int _{\mathbb {Z} _{p}}e^{ax}\,\mathrm {d} x={\frac {a}{e^{a}-1}}}
{\displaystyle \int _{\mathbb {Z} _{p}}\log _{p}(x+u)\,\mathrm {d} u=\psi _{p}(x),}   gdzie {\displaystyle \psi _{p}} to p-adyczna funkcja digamma.